# الحملة الصليبية السابعة
الحملة الصليبية السابعة هي حملة صليبية شنها الصليبيون عام 1249 على مصر بقيادة لويس التاسع ملك فرنسا في عهد السلطان الأيوبي الصالح نجم الدين أيوب، الذي توفي أثناء احتلال الصليبيين لثغر دمياط شمال مصر. بدأت الحملة باستيلاء الصليبيين على مدينة دمياط ثم حاولوا الزحف نحو القاهرة، إلا أن قوات المماليك استطاعت إلحاق هزيمة شنيعة بهم عند مدينة المنصورة ثم فارسكور وآلت الحملة إلى الفشل، وأُسِر الملك لويس التاسع وانتهت بانسحاب الصليبيين من مصر.

## أسباب الحملة والتجهيز لها
كان لهزيمة الصليبيين عند غزة في معركة هربيا أو «معركة لافوربي» (La Forbie) وسقوط بيت المقدس في أيدي المسلمين سنة 1244 صدى كبيراً في أوروبا، التي أحس ملوكها أن ممالكهم في الشام قد أوشكت على السقوط بالكامل في أيدي المسلمين. فراح الأوروبيون يجهزون لحملة كبيرة للاستيلاء على مصر لإخراجها من الصراع، إذ أنهم أدركوا، بعد هزيمة حملتهم الخامسة على مصر، ثم هزيمتهم في معركة هربيا عند غزة، وضياع بيت المقدس منهم، أن مصر بإمكانياتها البشرية والاقتصادية هي ترسانة العالم الإسلامي وقلعة التصدي لطموحاتهم في الاستيلاء على بيت المقدس والشرق.
كان لويس التاسع، الذي عرف فيما بعد بالقديس لويس، من أشد المتحمسين لقيام تلك الحملة، فراح يروج لها في أنحاء أوروبا، ولدى بابا الكاثوليك اينوسينت الرابع (Pope Innocent IV). وأثناء انعقاد مجمع ليون الكنسي الأول عام 1245 أعلن اينوسينت الرابع تأييده ومباركته للحملة التي كان يجهز لها لويس التاسع، وأرسل «اودو» كاردينال فراسكاتي للترويج للحملة في أنحاء فرنسا، وفرضت ضرائب على الناس لتمويل الحملة، ووافقت جنوة ومرسيليا على تجهيز السفن اللازمة، أما فينيسيا فقد رفضت المشاركة خوفاً على مصالحها التجارية الواسعة مع مصر.
جهز الصليبيون حملتهم خلال ثلاث سنوات، وحاولوا إقناع المغول بالتحالف معهم لتطويق وإرباك العالم الإسلامي، إلا أنهم أخفقوا في إقامة هذا الحلف لأن المغول كانت لهم طموحاتهم وخططهم الخاصة.

## إبحار الحملة

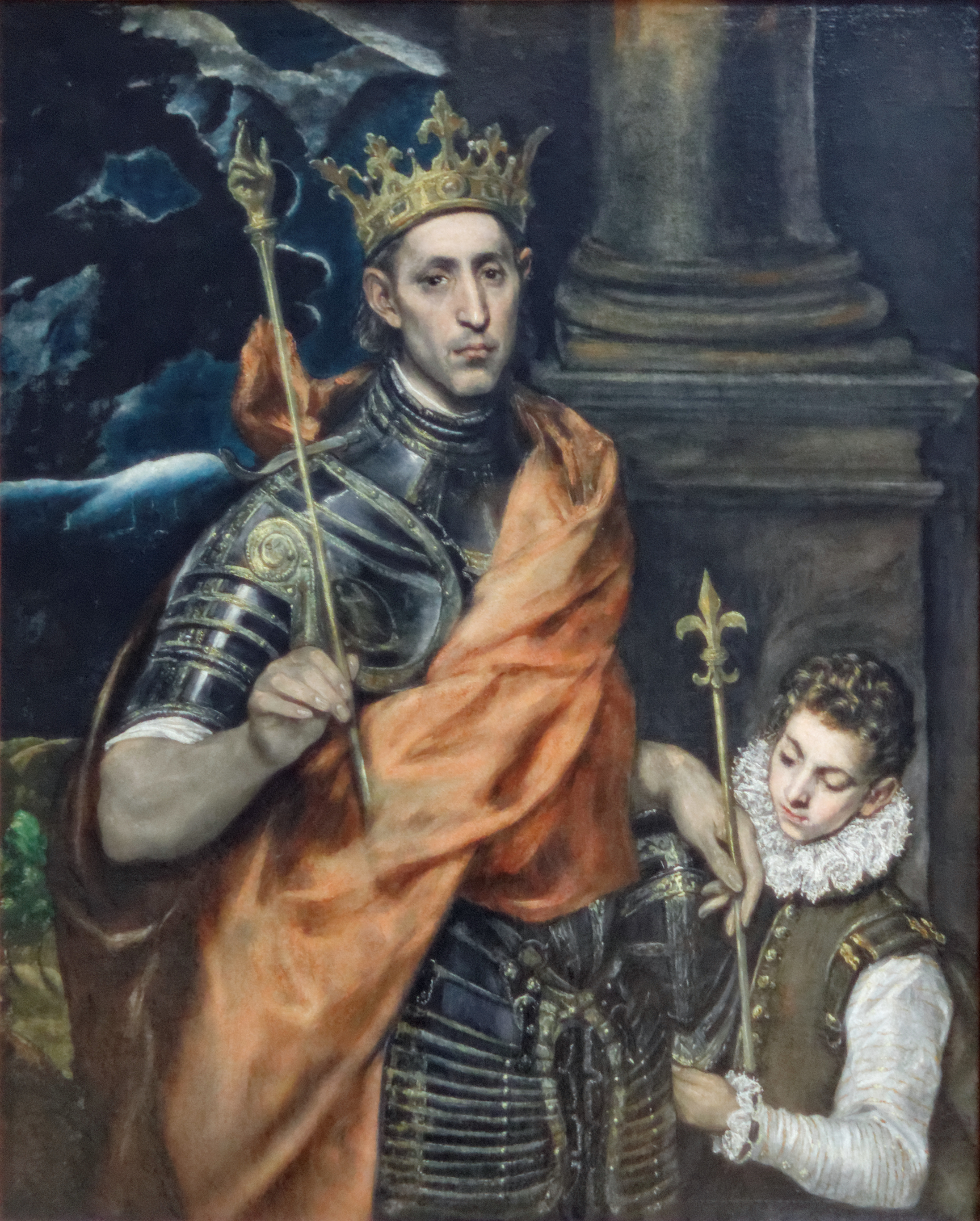
لويس التاسع قاد الحملة الصليبية السابعة

في 24 جمادى الأولى 646 هـ/25 أغسطس 1248م أبحر لويس التاسع من مرفأ إيغ مورت (Aigues-Mortes) وفي صحبته زوجته مارغريت دو بروفانس، وأخواه شارل أنجو و«روبرت دي أرتوا» (Robert d'Artois)، ونبلاء من أقاربه ممن شاركوا في حملات صليبية سابقة، وتبعته سفن أخرى من نفس المرفأ ومن مرسيليا. كان الأسطول الصليبي ضخماً، يتكون من نحو 1800 سفينة محملة بنحو 80 ألف مقاتل بعتادهم وسلاحهم وخيولهم 
قامت الحملة بوقفة تعبوية في جزيرة قبرص لتجميع كل السفن والمقاتلين قبل التوجه إلى مصر بناء على نصيحة مستشاري لويس ، حيث انضم إليه عدد كبير من بارونات سوريا وقوات من فرسان المعبد (الداوية) والاسبتارية قدمت من عكا تحت قيادة مقدميها. في قبرص استقبل لويس وفداً من المغول يحمل رسالة ودية من خانهم يعرض فيها مساعدته على لويس.
توقف الحملة الصليبية في قبرص أدى إلى تسرب أنبائها إلى مصر قبل وصول سفنها إلى المياه المصرية. ويقال أن فريدرك الثاني، الذي كان في صراع مع بابا الكاثوليك، بعث إلى السلطان أيوب يخبره بإبحار لويس التاسع لغزو مصر ، مما منح السلطان أيوب فرصة للاستعداد وإقامة التحصينات. فأنهى السلطان الصالح أيوب حصاره لحمص. وعاد من الشام إلى مصر على محفة بسبب مرضه الشديد، ونزل في المحرم 647 هـ/أبريل 1249 م عند قرية أشموم طناح، على البر الشرقي من الفرع الرئيسي للنيل. وأصدر أوامره بالاستعداد وشحن دمياط بالأسلحة والأقوات والأجناد، وأمر نائبه بالقاهرة الأمير حسام الدين بن أبي علي بتجهيز الأسطول، وأرسل الأمير فخر الدين يوسف بن شيخ الشيوخ، وكان أميراً في نحو الثمانين، على رأس جيش كبير ليعسكر في البر الغربي لدمياط حتى يواجه الفرنج إذا قدموا.
في مايو عام 1249 أبحر لويس نحو مصر على متن سفينته الملكية «لو مونتجوي» ، وتبعته سفن الحملة من ميناء ليماسول القبرصي. وبسبب شدة الرياح جنحت إلى عكا وسواحل الشام نحو 700 سفينة تحمل حوالي 2100 فارس صليبي، فتوقف لويس في جزيرة المورة اليونانية حيث انضم إليه قريبه «هيو دو بورجوندي» (Hugh de Burgundy)، الذي شارك من قبل في حملات صليية أخرى. ثم أبحرت السفن إلى مصر.

## استيلاء الصليبيين على دمياط
وصلت سفن الصليبيين إلى ثغر دمياط وأرسل لويس رسالة إلى السلطان الصالح أيوب يطالبه فيها بالاستسلام فرد عليه الصالح برسالة يحذره فيها من مغبة مهاجمته لمصر وينبئه بأن بغيه سيصرعه. وفي فجر السبت 22 صفر 647 هـ/5 يونيو 1249 نزل جنود وفرسان الحملة على بر دمياط. كانت القوات الصليبية تضم نحو 50,000 مقاتل وفارس ، وضربت للويس خيمة حمراء كبيرة على الشط ، فنشب قتال شديد بين المسلمين والصليبيين انتهى بتراجع المسلمين. وفي المساء بعد أن ظن أتابك الجيش فخر الدين يوسف بن شيخ الشيوخ أن الصالح أيوب قد توفي انسحب من دمياط وخلفه سكانها والعربان الذين كان الصالح أيوب قد وكلهم بالدفاع عن المدينة ، فدخلها الصليبيون بسهولة بدون مقاومة واستولوا عليها بكل ما كان فيها من سلاح ومؤونة، وحصنوا أسوارها. حول الصليبيون جامع المدينة إلى كاتدرائية ونصبوا عليها أسقفاً، وصارت دمياط مدينة صليبية وعاصمة لمملكة ما وراء البحار (أوتريميه).
كان لسقوط دمياط في أيدي الصليبيين وقع الصاعقة على الناس وعلى السلطان الصالح أيوب الذي غضب من الأمير فخر الدين وقال له: «أما قدرتم تقفون ساعة بين يدي الفرنج؟». وأمر بإعدام نحو خمسين من أمراء العربان الذين تهاونوا وغادروا دمياط بغير إذن. وحمل السلطان المريض في حراقة إلى قصر المنصورة.
أعلن النفير العام في مصر وهرولت عامة الناس إلى المنصورة لأجل الجهاد ضد الغزاة، وأرسلت الشواني بالمحاربين والسلاح إلى جبهة القتال. وقامت حرب عصابات ضد الجيش الصليبي المتحصن خلف الأسوار والخنادق، وراح المجاهدون يشنون هجمات على معسكراته ويأسرون مقاتليه وينقلونهم إلى القاهرة. ويروي المؤرخ الصليبي «جوانفيل» (Joinville) الذي رافق الحملة، أن المسلمين كانوا يتسللون أثناء الليل إلى المعسكر الصليبي ويقتلون الجنود وهم نيام ويهربون برؤوسهم. ويذكر المؤرخ ابن أيبك الدواداري أن خوف الصليبيين من المتطوعين العوام كان أشد من خوفهم من الجنود.
في 24 أكتوبر، وصل إلى دمياط من فرنسا «ألفونس دى بواتي» (Alphonse de Poitiers) الشقيق الثالث للملك لويس ومعه إمدادات وقوات إضافية، فتشجع الصليبيون وقرروا التحرك إلى الأسكندرية أو القاهرة. واختار لويس القاهرة بنصيحة من أخيه «روبرت دو ارتوا» الذي قال له: «إذا أردت قتل الأفعى فاضربها على رأسها».

## توجه الحملة نحو القاهرة وهزيمتها في المنصورة
في 20 نوفمبر 1249م، بعد نحو ستة أشهر من احتلال دمياط ، خرج الصليبيون من دمياط ومعهم سفنهم توازيهم في النيل، وبعد بضعة معارك مع المسلمين وصلوا في 21 ديسمبر  إلى ضفة بحر أشموم (يعرف اليوم بالبحر الصغير)، فأصبحت مياه بحر أشموم تفصل بينهم وبين المسلمين. فأقاموا معسكرهم وأحاطوه بالأسوار والخنادق ونصبوا المجانيق، ووقفت شوانيهم بإزائهم في بحر النيل، ووقفت شواني المسلمين بإزاء المنصورة. حاول الصليبيون بناء جسر ليعبروا عليه إلى ضفة المسلمين، ولكن المسلمين أمطروهم بالقذائف النارية وأفسدوا خطتهم بالوسائل كافة.
في تلك الأثناء توفي السلطان الصالح أيوب في 15 شعبان 647 هـ/23 نوفمبر 1249م  فأصبحت مصر بلا سلطان، فأخفت أرملته شجر الدر خبر وفاته وأرسلت مقدم المماليك البحرية فارس الدين أقطاي الجمدار إلى حصن كيفا لاستدعاء ابنه توران شاه لقيادة البلاد.
بطريقة أو بأخرى علم الصليبيون أن السلطان الصالح أيوب قد توفي فتشجعوا. وفي 8 فبراير 1250م دل أحدهم الصليبيين على مخائض في بحر أشموم ، فتمكنت فرقة يقودها أخو الملك «روبرت دى أرتوا» سوياً مع فرسان المعبد (الداوية)، وفرقة إنجليزية يقودها «وليم أوف ساليزبري» (William of Salisbury) من العبور بخيولهم وأسلحتهم إلى ضفة المسلمين ليفاجأ المسلمون بهجوم صليبي كاسح على معسكرهم في «جديلة»  على نحو ثلاثة كيلومترات من مدينة المنصورة. في هذا الهجوم المباغت قتل فخر الدين يوسف أتابك الجيش المصري وتشتت أجناد المسلمين وتقهقروا مذعورين إلى المنصورة. وبعد أن احتل الصليبيون معسكر جديلة تقدموا خلف «روبرت دو أرتوا» نحو المنصورة على أمل القضاء على الجيش المصري برمته.

### معركة المنصورة
أمسك المماليك بزمام الأمور بقيادة فارس الدين أقطاي الجمدار، الذي أصبح القائد العام للجيش المصري ، وتمكن المماليك من تنظيم القوات المنسحبة، ووافقت شجرة الدر -الحاكم الفعلي للبلاد-  على خطة الأمير بيبرس البندقداري باستدراج القوات الصليبية ومحاصرتها في كمين محكم داخل مدينة المنصورة. وأمر بيبرس بتأهب الجنود والعوام داخل المدينة مع الالتزام بالسكون التام. واقتحمت القوات الصليبية المنصورة بعد أن ظن فرسانها أنها خاوية من الجنود والسكان، واندفعوا نحو قصر السلطان للاستيلاء عليه، فخرج عليهم بغتة المماليك البحرية والجمدارية وهم يصيحون كالرعد القاصف  وأخذوهم بالسيوف من كل جانب  ومعهم العربان والعوام والفلاحون يرمونهم بالرماح والمقاليع والحجارة، وقد وضع العوام على رؤوسهم طاسات نحاس بيض عوضاً عن خوذ الأجناد  وسد المسلمون طرق العودة بالخشب والمتاريس فصعب على الصليبيين الفرار، وراح بعضهم يلقون بأنفسهم في النيل للنجاة فابتلعتهم المياه.
قتل عدد كبير من القوات الصليبيية المهاجمة. من فرسان المعبد وفرسان الاسبتارية لم ينج سوى ثلاثة مقاتلين، وفنيت الفرقة الإنجليزية تقريباً عن آخرها. واضطر أخو الملك لويس «روبرت دي أرتوا» إلى الاختباء في أحد الدور ، ثم قتل هو و«وليم أوف ساليزبري» قائد الفرقة الإنجليزية.
أثناء المعركة حاول الفرنج على الضفة المقابلة لبحر أشموم بناء يمكنهم من العبور لمساعدة فرسانهم، ولكن لما وردتهم أنباء سحق الفرسان، عن طريق «بيتر أوف بريتني» الذي فر إليهم بوجه مشجوج من ضربة سيف، وشاهدوا بقايا فرسانهم مدبرين والمسلمين في أعقابهم، أخذوا يلقون بأنفسهم في مياه النيل بغية العودة إلى معسكراتهم وكاد لويس ذاته أن يسقط في الماء.
استمر هجوم المسلمين على الصليبيين طوال اليوم، وظن فارس الدين أقطاي أن لويس قد قتل في المعركة فأمر بشن هجوم كبير على معسكر الصليبيين في فجر اليوم التالي ألحق بهم خسائر فادحة. وأرسل الحمام ببشائر النصر إلى القاهرة ففرح الناس فرحة عارمة وأقيمت الزينات.

## وصول توران شاه وهزيمة الصليبيين هزيمة كاسحة في فارسكور
تحصن الصليبيون داخل معسكرهم ثمانية أسابيع آملين في انهيار القيادة. لكن بدلاً من ذلك وصل السلطان الجديد توران شاه إلى المنصورة في 28 فبراير 1250 لقيادة الجيش. وتنفست شجر الدر الصعداء بعد أن تحملت عبء الدفاع عن البلاد، وأعلنت رسمياً نبأ وفاة زوجها الصالح أيوب.
نقل المصريون الشواني مفككة على ظهور الجمال وبعد أن ركبوها وضعوها في مياه النيل خلف القوات الصليبية (كما فعل الملك الكامل حجد توران شاه أثناء الحملة الصليبية الخامسة) وبذلك حوصر الصليبيون في مصيدة وهم جوعى ومرضى ويعانون شدة الخوف. وعرض لويس على المسلمين تسليم مدينة دمياط في مقابل تسليمه بيت المقدس وأجزاء من ساحل الشام كما كان الصالح أيوب قد عرض عليه قبل وفاته، ولكن المسلمين رفضوا العرض. ولم يعد أمام لويس التاسع إلا أن يحاول الفرار إلى دمياط لإنقاذ نفسه وجنوده.
في 5 أبريل 1250، في ظلام الليل، بدأت القوات الصليبية رحلة الهروب إلى دمياط. لكن المسلمين عبروا فوق جسر من الصنوبر كان الصليبيون قد أقاموه فوق قناة أشموم ولكنهم من عجلتهم وارتباكهم نسوا أن يدمروه وهم ينسحبون، وطاردوهم وهم يبذلون فيهم السيوف والرماح من كل جانب حتى وصلوا إلى فارسكور، وهناك سُحقوا بالكامل، ووقع الملك لويس وأمراؤه ونبلاؤه في الأسر في 6 أبريل 1250.
وهكذا تحققت نبوءة الصالح أيوب بأن بغي لويس التاسع سيصرعه وإلى البلاء سيقلبه. استناداً إلى المصادر الإسلامية قتل في حملة لويس التاسع ما بين 10 آلاف و30 آلف من الجنود الصليبيين. أسر لويس التاسع في «منية عبد الله» (ميت الخولي عبد الله الآن) ، بعد أن استسلم مع نبلائه للطواشي «جمال الدين محسن الصالحي» ، وأودع مغللاً في بيت القاضي إبراهيم بن لقمان، كاتب الإنشاء، تحت حراسة طواشي يدعى صبيح المعظمي. كما أسر أخواه «شارل دانجو» و«ألفونس دو بويتي» وعدد كبير من أمرائه ونبلائه وقد سجن معظمهم معه في دار ابن لقمان. أما الجنود العاديون الذين أسروا فقد أقيم لهم معتقل خاص خارج المدينة.
سُمح للويس التاسع بمغادرة مصر مقابل تسليم دمياط للمصريين، والتعهد بعدم العودة إلى مصر مرة أخرى، بالإضافة إلى دفعه دية قدرها 400 ألف دينار تعويضاً عن الأضرار التي ألحقها بمصر. (دفع نصف المبلغ بعد أن جمعته زوجته في دمياط، ووعد بدفع الباقي بعد وصوله إلى عكا، وهو مالم يفعله بعد أن تهرب من الدفع فيما بعد).

## مغادرة بقايا الحملة لمصر

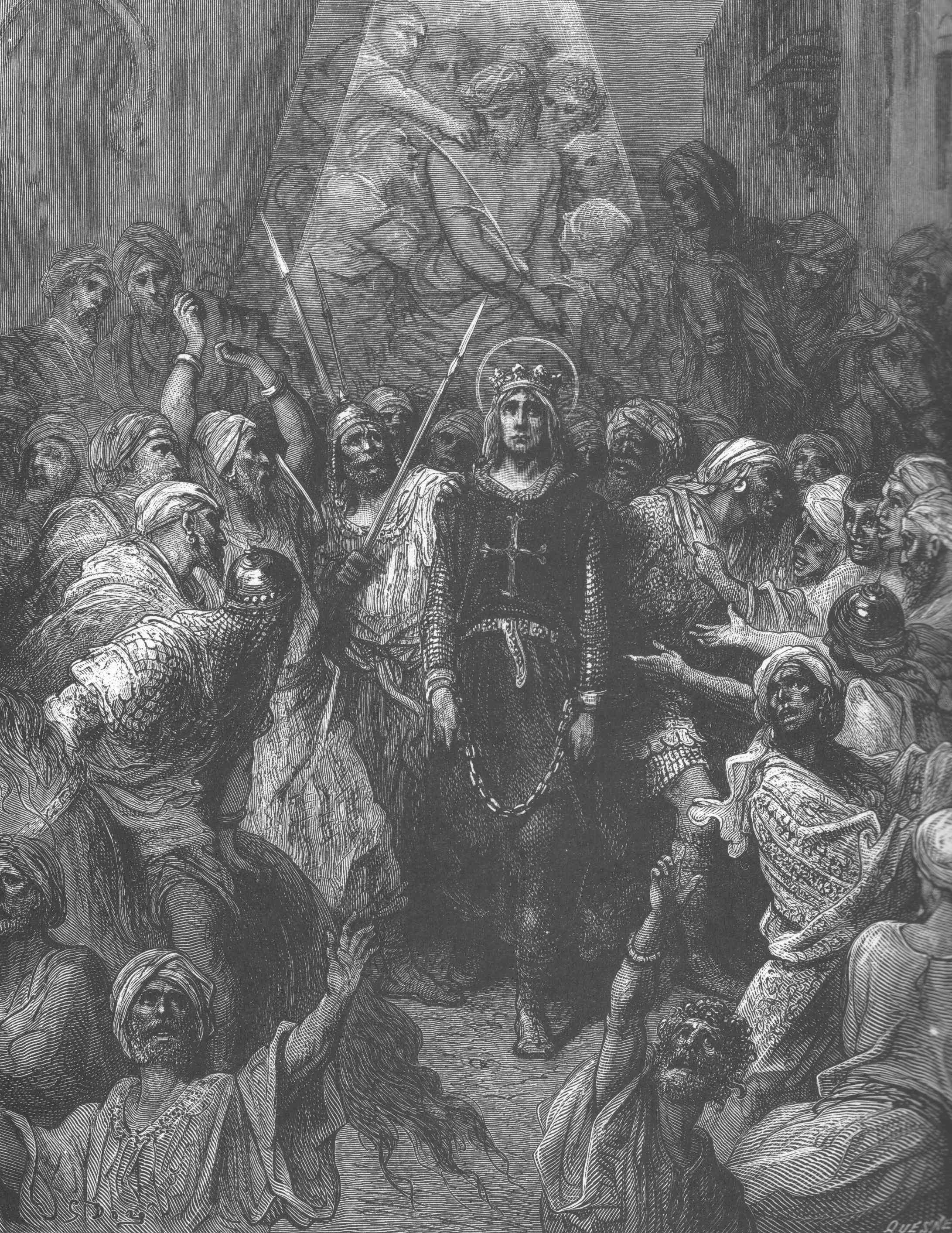
رسم تخيلي للملك لويس التاسع ملك فرنسا وهو في الأسر مكبل اليدين بين قوات المماليك في المنصورة رسم غوستاف دوريه.

في 3 صفر 648 هـ/8 مايو عام 1250، بعد احتلال دام أحد عشر شهراً وتسعة أيام ، سلم لويس التاسع دمياط وغادرها إلى عكا مع أخويه و12.000 أسير كان من ضمنهم أسرى من معارك سابقة. ولم يرجع لويس إلى وطنه فرنسا بل آثر البقاء في مدينة عكا بعد أن سمح لأخوته ومعظم نبلائه بالسفر إلى فرنسا، وحملهم رسائل إلى ملوك أوروبا يطلب فيها النجدة والمدد عله يتمكن من إحراز نصر في الشام يمسح به وصمة الفشل والهزيمة التي لحقت به في مصر. لكنه اضطر للعودة إلى فرنسا بعد أربع سنوات بعد أن توفيت والدته «الملكة بلانش» التي كانت تدير شؤون الحكم في فرنسا وقت غيابه.
ويعبر وصف المؤرخ الصليبي «ماثيو باريس» (Matthew Paris) (توفي 1258)، عن مدى الألم الذي شعر به الصليبيون بعد هزيمتهم في مصر بقوله: «كل الجيش المسيحي تمزق إرباً في مصر، وا أسفاه، كان يتكون من نبلاء فرنسا، وفرسان الداوية والاسبتارية وتيوتون القديسة ماري وفرسان القديس لازاروس».
كانت الحملة الصليبية السابعة آخر الحملات الصليبية الكبيرة على مصر، ولم يتمكن الصليبيون قط من إعادة الاستيلاء على بيت المقدس. وكان من نتائجها انتهاء العصر الأيوبي وبزوغ نجم المماليك كقوة ضاربة في منطقة الشرق الأوسط، وعلى أيديهم هزم المغول وتحررت عكا وجيوب الصليبيين على ساحل الشام.

## نتائج الحملة الصليبية السابعة
كانت نتائج تلك الحملة كثيرة ومن أهمها انتهاء حكم الأيوبيين في مصر وبداية دولة المماليك. أما النتائج الأخرى فكانت:

### النتائج المادية
قدرت كلفة الحملة الصليبية السابعة بما يزيد على 1300,000 ليرة تورية «وهي عملة فرنسية مسكوكة في مدينة تور» ووزعت كما يلي:
- 200,000 ليرة مصروفات ملكية.
- 210,000 ليرة دفعها الملك فدية.
- 750,000 ليرة مصروفات عسكرية.
- 40,000 ليرة مصروفات لبناء السفن.
- 120,000 ليرة مصروفات بناء تحصينات في الأراضي المقدسة.
- 1300 ليرة تضاف لنفقات بعض الأسرى.

وهذا المبلغ يعادل 30 مليون مارك ألماني ذهبي أو مايعادل 100 مليون مارك ألماني حالي -سنة 2008-. وهذا المبلغ يعادل دخل الخزينة الفرنسية بحسب تقديرات سنوات 1257-1259 م مامقداره ميزانية إحدى عشرة إلى اثنتي عشرة سنة، لاشك أن هذا الحجم الهائل من الأموال الذي أنفق دون طائل وبدون تحقيق الهدف الذي انطلقت من أجله الحملة الصليبية قد أضر بقطاعات واسعة من الأوروبيين نتيجة لسياسات الكنيسة، مما جعلهم يتراجعون بعد ذلك عن تأييدها، بل ووجهوا اللوم لها والنقد لإدارتها للحروب الصليبية.

### تخريب مدينة دمياط
قاست دمياط الأمرّين من حملات الفرنج المتتابعة عليها في عهد الدولة الأيوبية، فاتفق الملك عز الدين أيبك مع المماليك على تخريبها في شعبان 648 هـ / نوفمبر 1261 م، أي بعد ستة أشهر من مغادرة الفرنجة أرض مصر، وابتنوا دمياط جديدة إلى الداخل بعيدا عن شاطئ البحر، حتى تتخلص من شر أي اعتداء صليبي عليها. ولم يكتفِ المسلمون بهذا، فعندما اعتلى الظاهر بيبرس عرش مصر، لجأ إلى طريقة فعالة لحماية مدخل النيل عند دمياط من أي اعتداء أو غزو، فأخرج في السنة الثانية من حكمه 659 هـ / 1261 م عدد من الحجّارين لردم فم بحر دمياط، فمضوا وقطعوا كثيرا من القرابيص (أي: الحجارة) وألقوها في النيل الذي ينصب من شمال دمياط في البحر المالح حتى ضاق وتعذر دخول المراكب فيه.

## وصلات خارجية
histoc-ar.blogspot.com التاريخ